# Alfred Louis Woelffel
Alfred Louis Woelffel (Pierrefontaine-lès-Blamont, 23 de diciembre de 1873 - Héricourt, 1 de agosto de 1929) fue un militar, administrador colonial y explorador francés.

## Biografía
Entró en 1893 en la escuela militar de Saint-Cyr, se graduó en 1895 como teniente de infantería de marina y en 1896 partió hacia el África Occidental Francesa. En septiembre de 1898 participó en la captura de Samory Toré, luego se le encargó explorar las fronteras de Sudán y Costa de Marfil y reconoció una ruta entre la ciudad guineana de Beyla y el Golfo de Guinea.
En febrero de 1899, desde Siguiri viajó hasta Beyla, donde se unió al también militar y explorador Georges Mangin. A finales de julio fundaron el puesto militar de Nouantogloui, en Costa de Marfil. Mangin resultó herido en una emboscada y Woelffel decidió unirse en diciembre a una misión dirigida por Jean Hostains.
La misión Woelffel-Mangin permitió identificar la divisoria de aguas entre las cuencas delNíger y los ríos costeros, estudiar los macizos del Monte Nimba y Zélékouma, y confirmar las hipótesis que hacían del Férédougouba un afluente del Sassandra y no del Bandama.
En 1897 se publicó el relato de su misión con el título Itinéraire et fragments de notes de la mission Woelffel aux confins de la Guinée et de la Côte-d'Ivoire, 1898-1900. En 1899 el boletín del Comité de l'Afrique française publicó un mapa sobre sus operaciones en Costa de Marfil llamado Carte des opérations en Côte d'Ivoire.
Woelffel sirvió posteriormente en Tonkín (1902-1905) y luego en Senegal (1911-1912). Dejó el ejército para convertirse en administrador colonial en Costa de Marfil y en Togo, tareas que abandonó en 1922.